# マーク・ベアリング (第8代アシュバートン男爵)
第8代アシュバートン男爵マーク・フランシス・ロバート・ベアリング（英語: Mark Francis Robert Baring, 8th Baron Ashburton、1958年8月17日 – ）は、イギリスの実業家、貴族。

## 生涯
第7代アシュバートン男爵ジョン・フランシス・ハーコート・ベアリングと1人目の妻スーザン・メアリー（Susan Mary、旧姓レンウィック（Renwick）、初代レンウィック男爵ロバート・レンウィックの娘）の長男として、1958年8月17日に生まれた。イートン・カレッジとオックスフォード大学クライスト・チャーチで教育を受けた。
2002年6月から2009年12月までソーンヒル投資運用会社（Thornhill Investment Management Ltd）取締役、2003年7月から2015年6月までベアリング財団（The Baring Foundation）理事を務めた。このほか、2014年9月よりCS Disabled Holidays（神経学の病気による身体障害者の旅行支援事業を行うチャリティー法人）の財務担当理事を、2015年10月よりザ・グランジ・フェスティバル理事を務める。
2020年10月6日に父が死去すると、アシュバートン男爵位を継承した。

## 家族
1983年にミランダ・キャロライン・ライト（Miranda Caroline Wright、チャールズ・セント・ジョン・グラハム・ライトの娘）と結婚、2男2女をもうけたが、2人は2014年に離婚した。
- オーリア・ローズ（Aurea Rose、1988年 – ）[1][7]
- フレデリック・チャールズ・フランシス（Frederick Charles Francis、1990年6月25日[1] – ） - ベアリング男爵位の法定推定相続人
- パトリック・ジョン・ロビン（Patrick John Robin、1995年 – ）[1][7]
- フローラ・メイ（Flora May、1997年5月2日 – ）[7]

その後、ベアリングは2016年にソフィア・キャロライン・グレンヴィル（Sophia Caroline Grenville、エドワード・ウィリアム・イーデン・アンドルーズの娘）と再婚した。